# Липнина, Наталья Яковлевна
Наталья Яковлевна Липнина́ (1928—2019) — советский, российский тренер по художественной гимнастике, судья всесоюзной категории (1966), Заслуженный работник физической культуры Карельской АССР (1970), Заслуженный работник физической культуры РСФСР (1984), Заслуженный тренер Республики Карелия (1995).

## Биография
Училась в восьмой женской школе Петрозаводска. Окончила музыкальную школу, занималась по классу хореографии.
После окончания в 1951 году Ленинградского института физкультуры работала преподавателем физкультуры в Уральском политехническом институте.
В 1955—1961 годах — руководитель отделения художественной гимнастики Петрозаводского дворца пионеров.
В 1961—1974 годах — руководитель отделения художественной гимнастики Петрозаводской специализированной детско-юношеской спортивной школы № 1.
В 1974—1979 годах — директор Петрозаводской специализированной детско-юношеской спортивной школы № 2.
В 1961—1983 годах — старший тренер сборных команд по художественной гимнастике Карельской АССР, РСФСР, спортивного общества «Спартак».
Подготовила 25 мастеров спорта СССР по художественной гимнастике.
С 2004 года в Петрозаводске проводится Всероссийский турнир по художественной гимнастике имени Натальи Липниной.